# Nordreisa
Nordreisa es un municipio ubicado en la provincia de Troms, Noruega. Tiene una población estimada, en 2021, de 4812 habitantes.
Su centro administrativo es el pueblo de Storslett. Otros pueblos del municipio son Oksfjordhamn, Sørkjosen y Rotsund.
El municipio comprende el valle Reisadalen y el río Reisaelva, así como espesos bosques de pino, y está rodeado de montañas nevadas y altas mesetas. La mayoría de la gente vive en Storslett, donde el río se junta con el Reisafjorden. En Sørkjosen, justo al noroeste de Storslett, se encuentra el aeropuerto de Sørkjosen, con vuelos a Tromsø y varios destinos en Finnmark. La ruta europea E6 atraviesa la parte norte del municipio.

## Información general
El municipio de Nordreisa se estableció el 1 de enero de 1886, cuando la parte sur de Skjervøy (población: 1057) se separó para formar el nuevo municipio. El 1 de enero de 1890, las granjas de Trætten y Loppevolden (población: 32) fueron transferidos a Nordreisa desde Skjervøy. La zona de Skjervøy de la parte continental (población: 1556) fue transferida a Nordreisa el 1 de enero de 1972, mientras que el 1 de enero de 1982 se transfirió la parte sur de Uløya (población: 128).

### Nombre
El municipio lleva el nombre del Reisafjorden (originalmente Reisa), que a su vez lleva el nombre de Reisaelva («río Reisa», originalmente Reisa). El nombre del río se deriva probablemente de Risa, verbo que significa «subir», en referencia a las inundaciones.
Se añadió el primer elemento, Nord («norte»), para distinguir el municipio de Sørreisa. Su nombre en un principio fue Nordreisen, pero fue cambiado posteriormente a la forma actual.

### Escudo de armas
El escudo de armas data de tiempos modernos; le fue concedido el 21 de diciembre de 1984. Los brazos muestran dos salmones blancos sobre un fondo verde. Fue elegido debido a que el Reisaelva es uno de los ríos con los mejores salmones del país.

## Historia
La mayoría de los habitantes son descendientes de colonos procedentes de Finlandia que llegaron en el siglo XVIII huyendo del hambre y la guerra. Hoy en día, solo unas pocas personas de mayor edad pueden hablar finlandés. Unos pocos habitantes proceden de Noruega o tienen orígenes sami, aunque hoy en día el idioma noruego es el más comúnmente utilizado.
Quedan pocos edificios antiguos en Nordreisa, debido a que prácticamente todo fue destruido a principios de 1945 por las tropas alemanas que se retiraban. Los dos principales atractivos son la antigua factoría de Havnnes, algunas pintorescas casas antiguas que escaparon de los daños de guerra y la cascada de Mollisfossen, de 269 metros de altura. La parte más al sur del municipio pertenece al parque nacional de Reisa, con bosques únicos y vegetación de alta meseta.
En las elecciones municipales de 2007, Nordreisa votó mayoritariamente al Partido del Progreso, con un 49,3 % de los votos.

## Geografía
El  municipio de Nordreisa se encuentra alrededor del fiordo Reisafjorden y del valle Reisadalen. El municipio también incluye la parte sur de la isla de Uløya. El fiordo Lyngen se encuentra en la frontera noroeste del municipio. Limita con la isla municipio de Skjervøy al norte, con los municipios de Kvænangen y Kautokeino al este, con Finlandia al sur y con Gáivuotna y Lyngen al oeste. El monte Halti se encuentra en la parte sur del municipio, cerca del parque nacional de Reisa.
Tiene una superficie total de 3437,81 km², de la cual 3334,74 km² corresponden a tierra firme y 103,07 km² son agua.

## Clima
| Parámetros climáticos promedio de Storslett | Parámetros climáticos promedio de Storslett | Parámetros climáticos promedio de Storslett | Parámetros climáticos promedio de Storslett | Parámetros climáticos promedio de Storslett | Parámetros climáticos promedio de Storslett | Parámetros climáticos promedio de Storslett | Parámetros climáticos promedio de Storslett | Parámetros climáticos promedio de Storslett | Parámetros climáticos promedio de Storslett | Parámetros climáticos promedio de Storslett | Parámetros climáticos promedio de Storslett | Parámetros climáticos promedio de Storslett | Parámetros climáticos promedio de Storslett |
| Mes                                         | Ene.                                        | Feb.                                        | Mar.                                        | Abr.                                        | May.                                        | Jun.                                        | Jul.                                        | Ago.                                        | Sep.                                        | Oct.                                        | Nov.                                        | Dic.                                        | Anual                                       |
| ------------------------------------------- | ------------------------------------------- | ------------------------------------------- | ------------------------------------------- | ------------------------------------------- | ------------------------------------------- | ------------------------------------------- | ------------------------------------------- | ------------------------------------------- | ------------------------------------------- | ------------------------------------------- | ------------------------------------------- | ------------------------------------------- | ------------------------------------------- |
| Temp. máx. media (°C)                       | -4.3                                        | -3.6                                        | -0.8                                        | 3.5                                         | 8.3                                         | 13.3                                        | 16.1                                        | 14.6                                        | 10.2                                        | 4.4                                         | -0.4                                        | -3.1                                        | 4.9                                         |
| Temp. media (°C)                            | -8.0                                        | -7.4                                        | -4.6                                        | -0.1                                        | 5.1                                         | 9.7                                         | 12.6                                        | 11.3                                        | 6.8                                         | 1.8                                         | -3.5                                        | -6.6                                        | 1.4                                         |
| Temp. mín. media (°C)                       | -12.2                                       | -11.4                                       | -8.8                                        | -4.0                                        | 1.3                                         | 5.9                                         | 8.7                                         | 7.6                                         | 3.5                                         | -1.3                                        | -6.9                                        | -10.5                                       | -2.3                                        |
| Precipitación total (mm)                    | 59                                          | 50                                          | 42                                          | 34                                          | 34                                          | 45                                          | 60                                          | 64                                          | 62                                          | 80                                          | 65                                          | 67                                          | 662                                         |
| Días de precipitaciones (≥ 1 mm)            | 10.3                                        | 9.8                                         | 9.1                                         | 7.8                                         | 8.2                                         | 9.8                                         | 11.3                                        | 11.4                                        | 11.8                                        | 12.6                                        | 11.6                                        | 11.3                                        | 125.0                                       |
| Fuente: Norwegian Meteorological Institute  |                                             |                                             |                                             |                                             |                                             |                                             |                                             |                                             |                                             |                                             |                                             |                                             |                                             |

## Residentes notables
- Bjørn Arne Olsen, actor de Titanic.
- Eirik Høgbakk, jugador de fútbol profesional.
- Vebjørn Fosnes Karlsen, jugador de fútbol profesional.
- Ruben Kristiansen, jugador de fútbol profesional.